# Budynek Landratury Poznań-Wschód
Budynek Landratury Poznań-Wschód – budynek zlokalizowany w centrum Poznania, przy Alei Niepodległości 30.
Obiekt wzniesiono w latach 1908-1910 dla władz powiatu Poznań-Wschód. Projektantem był poznański architekt – J. Weiss. Oprócz pomieszczeń urzędowych budynek zawierał mieszkanie landrata i reprezentacyjną salę obrad. Po I wojnie światowej służył władzom powiatu poznańskiego, potem (po II wojnie) Młodzieżowemu Domu Kultury (obecnie w Zamku Cesarskim), a od lat 80. XX wieku (po głębokiej modernizacji i dobudowie jednego szczytu) poznańskiemu oddziałowi TVP (do 2003 i do wybudowania nowej siedziby na Świętym Rochu). Funkcjonowało tu też Studio Filmów Animowanych. Obecnie dawna landratura oczekuje na nową funkcję.
Gmach reprezentuje formy klasyczne, ale mocno uproszczone, zwiastując nadchodzące art déco i modernizm. Według Marcina Libickiego była to jedna z pierwszych w Poznaniu prób wprowadzenia rodzącego się modernizmu. Elewacja jest silnie nacechowana wertykalnie (lizeny, wysokie szczyty, wejście przez reprezentacyjny, wysoki portyk). Obiekt pierwotnie był trzyskrzydłowy.